# Atraḫasis

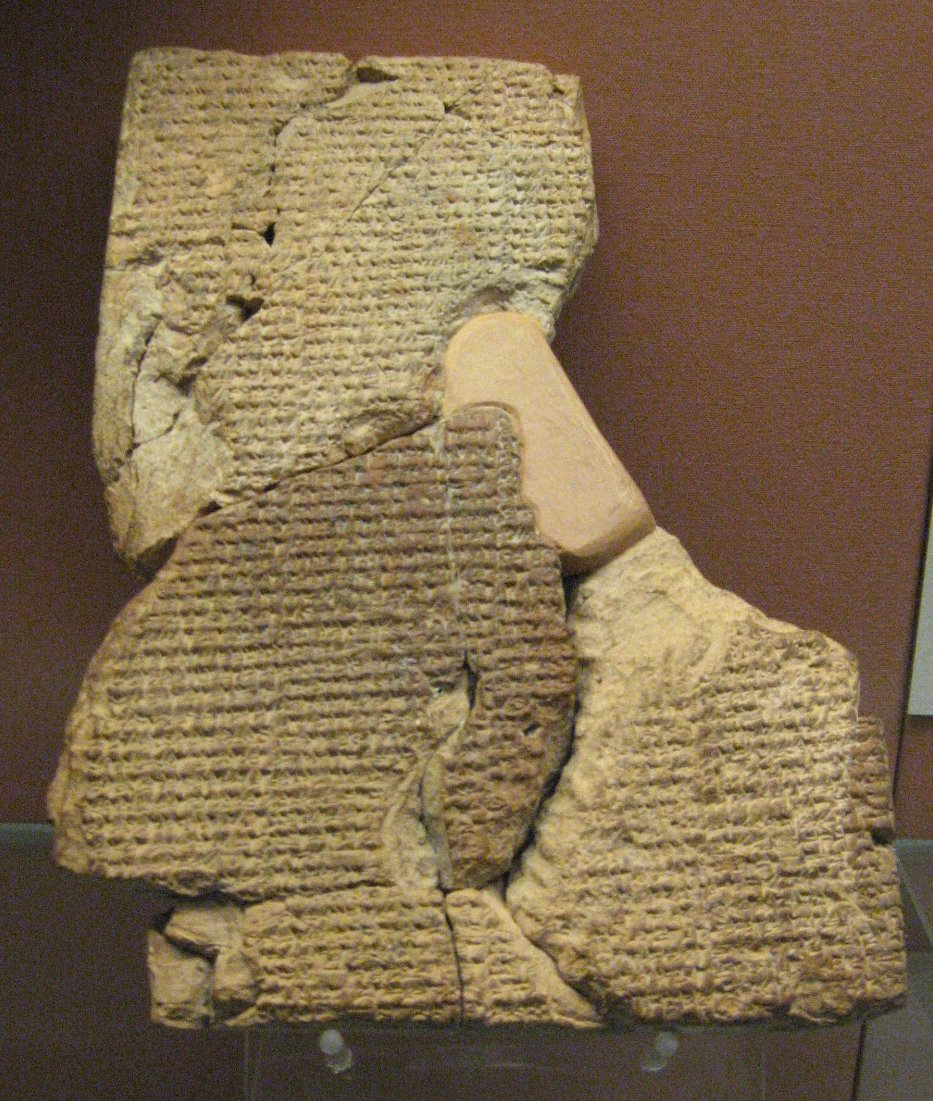
Tavola cuneiforme che riporta il Poema di Atraḫasis, la versione paleobabilonese in lingua accadica del mito del diluvio universale. Risalente al XVII secolo a.C., questa tavola è stata rinvenuta a Sippar ed è oggi conservata presso il British Museum di Londra.

Atraḫasis (dall'accadico, lett. "il molto saggio"; anche chiamato Atramḫasīs, Atra-ḫasis, Atar-ḫasis o Atrahasis) è uno dei nomi con cui nei poemi mesopotamici inerenti al mitico diluvio universale viene indicato il re di Šuruppak, oggi Tell Fara, nella parte centro-meridionale dell'Iraq, l'eroe che sopravvisse e fu reso immortale dagli dèi.
Nella letteratura in lingua accadica è chiamato Ut-Napishtim (accadico: 𒌓𒍣 lett. "Colui che ha trovato la vita"; reso anche come Ut-napištim o Utnapištim) e, nella letteratura sumerica, è indicato con il nome di Ziusudra (sumerico, Zi-u-sud-ra, lett. "Vita dai giorni prolungati"; reso anche come Ziusura), conosciuto nella successiva letteratura in lingua greca come Xisouthros (nella Storia di Babilonia (Βαβυλωνιακὰ) di Berosso).

## Ziusudra nella letteratura sumerica

### La lista reale sumerica e i re anti-diluviani
La lista reale sumerica (sumerico: [nam]-lugal an-ta ed3-de3-a-ba; Quando la regalità discese dal cielo) è un testo in cuneiforme sumerico composto tra il 2100 e il 1900 a.C. con la finalità di gettare le basi tradizionali e politiche dell'unificazione del territorio di Sumer (Mesopotamia meridionale).
Esistono diverse versioni giunte a noi di questo fondamentale documento della civiltà sumerica. Alcune di queste, segnatamente quelle indicate con le sigle WB, P5 e K forniscono chiaramente una lista di re vissuti antecedentemente al diluvio universale (in sumerico amāru, in accadico abūbu). Tra queste tre fonti, quella indicata con la sigla WB è la più completa e quindi utilizzata dagli studiosi.
Questo testo si avvia con il principio di "regalità" che discende dal cielo (nam]-lugal an-ta ed3-de3-a-ba: "Quando la regalità scese dal cielo") per essere assegnato per la prima volta alla città sumera di Eridu in cui resta per complessivi 64.800 anni, successivamente tale principio si trasferisce alla città di Bad-Tibira per altri 108.000 anni, per poi discendere sulla città di Larak per ulteriori 28.800 anni, poi a Sippar per 21.000 anni e infine, prima del diluvio universale, a Šuruppak:
(Lista Reale Sumerica (WB), 32-39; traduzione di Giovanni Pettinato)
In questa versione della Lista Reale Sumerica Ubartutu (Ubara-Tutu) è l'ultimo re prima del Diluvio. In un'altra tavola, che gli studiosi indicano come WB 62 (datata alla fine del III millennio, scritta sempre in sumerico ed edita da Langdon), viene citato Ziusudra (zi-u4-sud-ra dumu su-kur-lam: "Ziusudra uomo di Šuruppak").

### Ziusudra e il mito sumerico del diluvio universale
Il mito del diluvio universale è di origine sumerica. Come vedremo più avanti, la causa del Diluvio viene fatta risalire a una scelta divina. In un poema, in lingua sumerica, conosciuto come Enki e Ninḫursaĝa risalente agli inizi del secondo millennio (tre testi: Nippur, Ur e uno di provenienza sconosciuta), e che conserviamo in 284 versi con pochi passi lacunosi, viene così descritto il mondo prima della civiltà.
ki den-ki dnin-sikil-la ba-an-da-nu-a-ba

ki-bi sikil-am ki-bi dadag-ga-am

dilmunki-a ugamušen gu-gu nu-mu-ni-be

darmušen-e gu darmušen-re nu-mu-ni-ib-be

ur-gu-la saĝ ĝiš nu-ub-ra-ra

ur-bar-ra-ke sila nu-ub-kar-re

ur-gir maš gam-gam nu-ub-zu

šaḫ še gu-gu-e nu-ub-zu

nu-mu-un-su munu ur-ra barag-ga-ba

mušen-e an-na munu-bi na-an-gu-e

tummušen-e saĝ nu-mu-un-da-RU-e

igi-gig-e igi-gig-me-en nu-mu-ni-be

saĝ-gig-e saĝ-gig-me-en nu-mu-ni-be

um-ma-bi um-ma-me-en nu-mu-ni-be

ab-ba-bi ab-ba-me-en nu-mu-ni-be

ki-sikil a nu-tu5-a-ni iri-a nu-mu-ni-ib-sig10-ge

lu id-da bal-e ĝi-de nu-mu-ni-be

niĝir-e zag-ga-na nu-um-niĝin-niĝin

nar-e e-lu-lam nu-mu-ni-be

zag iri-ka i-lu nu-mu-ni-be»
(Enki e Ninḫursaĝa, 8-28. Traduzione di Giovanni Pettinato, in I Sumeri, p.76)
Dilmun (anche Tilmun o Telmun) è il nome con cui i Sumeri indicavano l'attuale isola di Bahrain includendo, probabilmente anche l'isola di Failaka. Tali isole erano molto importanti per gli scambi commerciali. In questo mito Dilmun viene descritta come una terra vergine, pura, santa, priva di civilizzazione. Ninskila, paredra del dio Enki, chiede a quest'ultimo di fornirla di acqua per avviare la produzione agricola. Enki si avvale del dio Sole, Utu, e l'isola si avvia verso la civilizzazione. Come vedremo, nel racconto sumerico del Diluvio Dilmun sarà il luogo che gli dèi destineranno a Ziusudra, l'unico uomo sopravvissuto al Diluvio e da loro reso immortale.
Per quanto attiene al mito sumerico del diluvio universale, disponiamo di una tavola in lingua sumerica che precederebbe di più di un secolo il poema assiro-babilonese di Atraḫasis, quest'ultimo risalente al periodo paleobabilonese (XVIII secolo a.C.). Questa tavola raccoglie, quindi, la più antica versione sumerica del mito del diluvio universale. Essa fu rinvenuta a Nippur (Nibru, oggi Nuffar) nel 1895 e fu pubblicata per la prima volta dall'assiriologo tedesco Arno Poebel (1881-1958) nel 1914 in Historical and Grammatical Text. La tavola risulta non ben conservata, il suo testo cuneiforme muove lungo sei colonne. Le prime 36 righe sono andata perdute, lì dove probabilmente si sarebbe narrata la creazione dell'uomo da parte del dio Enki e della dea Nintu (conosciuta anche come Ninḫursanga). C'è però una minaccia per l'umanità e un dio (Enki o forse Enlil) prende la parola:
39. dnin-tur5-ra niĝ2-dim2-dim2-ma-ĝu10 sig10-[sig10]-/bi\-[a] ga-ba-ni-ib-gi4-gi4

40. uĝ3 ki-ur3-bi-ta ga-ba-ni-ib-gur-ru-ne

41. iriki me-a-bi ḫe2-em-mi-in-du3 ĝissu-bi ni2 ga-ba-ab-dub2-bu

42. iri me-a šeg12-bi ki kug-ga ḫe2-em-mi-in-šub

43. ki-eš-<bar> me-a ki kug-ga ḫe2-em-mi-ni-ib-ri

44. KUG? A niĝ2 izi ten-na si mi-ni-in-si-sa2

45. ĝarza me maḫ šu mi-ni-ib-šu-du7

46. ki a im-ma-ab-dug4 silim ga-mu-ni-in-ĝar

47. an den-lil2 den-ki dnin-ḫur-saĝ-ĝa2-ke4

48. saĝ gig2-ga mu-un-dim2-eš-a-ba

49. niĝ2-gilim ki-ta ki-ta mu-lu-lu

50. maš2-anše niĝ2-ur2-4 edin-na me-te-a-aš bi2-ib2-ĝal2»
(Il racconto in sumerico del Diluvio Universale, 38-50; traduzione in Bottéro/Kramer, p.601)
Le successive righe, quelle dalla 51 all'84, sono andate perse. Sembra ancora una volta che gli uomini possano perdere la loro esistenza e, quando il testo riprende (righe 85-100) il dio Enki si muove ancora in loro aiuto per la costruzione di città e di governi centrali organizzati, destinandovi la sede degli dèi, e per la costruzione di canali adatti all'irrigazione dei campi. Le righe 101-139 sono andate perse è qui che doveva essere riportata la motivazione della successiva decisione divina di inviare il diluvio universale. Quando, al rigo 140, il testo riprende Enki e Nintu cercano di opporsi alla decisione degli dèi di sterminare gli uomini.
141. kug dinana-ke4 uĝ3-bi-še3 a-nir mu-[un-ĝa2-ĝa2]

142. den-ki šag4 ni2-te-na-ke4 ad i-ni-/in\-[gi4-gi4]

143. an den-lil2 den-ki dnin-ḫur-saĝ-ĝa2-[ke4]

144. diĝir an ki-ke4 mu an den-lil2 mu-X-[pad3]»
(Il racconto in sumerico del Diluvio Universale, 140-144; traduzione Giovanni Pettinato, in Mitologia sumerica, pos. 2760)
Ed ecco che il re di Šuruppak, Ziusudra, re devoto agli dèi, sostava in preghiera nel tempio (righe 145-150) quando:
zi-ud-su3-ra2 da-bi gub-ba ĝiš mu-[un-tuku]

iz-zi-da a2 gab2-bu-ĝu10 gub-ba […]

iz-zi-da inim ga-ra-ab-dug4 inim-[ĝu10 ḫe2-dab5]

na de5-ga-ĝu10 ĝizzal [ḫe2-em-ši-ak]

DAG-me-a a-ma-ru ugu kab /dug4\-[ga …] ba-/ur3\ […]

numun nam-lu2-ulu3 ḫa-lam-e-/de3\ [nam-bi ba-tar]

di-til-la inim pu-uḫ2-ru-[um-ma-ka šu gi4-gi4 nu-ĝal2]

inim dug4-ga an den-[lil2-la2-ka] [šu bal-e nu-zu]

nam-lugal-bi bal-bi /ba\-[bur12 e-ne šag4 kuš2-u3-de3]»
(Il racconto in sumerico del Diluvio Universale, 151-160; traduzione in Bottéro/Kramer, p.603)
Le righe 161-200 sono andate perdute, lì si sarebbero dovute trovare le istruzioni del dio Enki a Ziusudra per costruire la barca e mettersi in salvo. Infine il sopraggiungere del diluvio universale.
Le righe 201-211 narrano del termine del Diluvio quando il dio Sole, Utu, riemerge nel suo splendore. Allora Ziusudra esce dalla barca e sacrifica a Utu buoi e montoni. Le righe 212-250 o sono incomprensibili o sono andata perdute, lì si sarebbero dovuti trovare i rimproveri del re degli dèi Enlil a Enki colpevole di aver messo in salvo Ziusudra. 
an den-lil2 zi an-na zi ki-a i3-pad3-de3-ze2-en za-da-ne-ne im-da-la2

niĝ2-gilim-ma ki-ta ed3-de3 im-ma-ra-ed3-de3

zi-ud-su3-ra2 lugal-am3

igi an den-lil2-la2-še3 giri17 ki su-ub ba-/gub!\

an den-lil2 zi-ud-su3-ra2 mi2-e-/eš2?\ […-dug4-…]

til3 diĝir-gin7 mu-un-na-šum2-mu

zi da-ri2 diĝir-gin7 mu-un-<na>-ab-ed3-de3

ud-ba zi-ud-su3-ra2 lugal-am3

mu niĝ2-gilim-ma numun nam-lu2-ulu3 uru3 ak

kur-bal kur dilmun-na ki dutu e3-še3 mu-un-til3-eš»
(251-261; traduzione in Bottéro/Kramer, p.604)
Con gli ultimi versi, 262-265, che tuttavia sono andati perduti, si conclude il più antico racconto sumerico del mito del diluvio universale.
A tal proposito, tuttavia, occorre ricordare le conclusioni dell'assiriologo italiano Giovanni Pettinato il quale così chiosa su questa tavola la quale dunque conterrebbe:
(Giovanni Pettinato, Mitologia sumerica)
Lo studioso italiano ha ribadito la sua posizione in merito anche nella voce Atrahasis della Encyclopedia of Religion edita dalla Macmillan nel 2005.
L'assiriologa britannica Stephanie Dalley ritiene invece che la redazione di tale tavola in lingua sumerica sia basata su un'opera precedente composta in lingua accadica. Della stessa opinione gli studiosi inglesi Jeremy Black e Anthony Green. Tale fu l'opinione anche di Jean Bottéro e Samuel Noah Kramer i quali, ritenendo quest'opera sumerica prodotta su un originale accadico, precisano così sul poema paleobabilonese in lingua accadica di Atraḫasis:
(Jean Bottéro e Samuel Noah Kramer, Uomini e dèi della Mesopotamia, Milano, Mondadori, 2012, p. 561)
D'altronde anche Pettinato è assolutamente convinto che tale poema, quello in lingua accadica di Atraḫasis, appartenga esclusivamente alla tradizione assiro-babilonese:
(Giovanni Pettinato, Mitologia assiro-babilonese, p.311)

## Atraḫasis, Utanapištim, nella letteratura assiro-babilonese
Atteso che il mito del diluvio universale è attestato in opere in lingua sumerica, non è chiaro se, specificatamente, il testo inerente al suo racconto in quella lingua, rinvenuto in una tavola di cui al paragrafo che precede, debba essere inteso come prodotto originale di quella cultura oppure sia una edizione sumerica di un racconto precedente in lingua accadica e quindi appartenente alla mitologia semitica. Di certo, invece, gli studiosi concordano che il racconto mitico di Atraḫasis, con la sua specifica connotazione e quindi anche quelli riferiti a Utanapištim, tutti riportati in lingua accadica, vadano intesi esclusivamente di ambito assiro-babilonese e quindi semitico.

### IlPoema di Atraḫasis: l'antropogonia e il mito assiro-babilonese del diluvio universale
Di questo poema conserviamo diversi frammenti risalenti a differenti periodi: sette testi di origine paleobabilonese, due di epoca mediobabilonese, circa una dozzina risalenti al periodo neoassiro (con modifiche) e infine due appartenenti al periodo neobabilonese.
Partendo da un frammento rinvenuto nel 1874 nella Biblioteca di Assurbanipal (668-627 a.C.) siamo venuti a conoscenza dell'esistenza di quest'opera. Nel 1956 l'assiriologo danese Jørgen Læssøe (1924-1993) ne ricostruì il testo dimostrando di essere di fronte all'opera religiosa più antica inerente alla "Genesi". Successivamente, nel 1965, l'assiriologo britannico Wilfred George Lambert pubblicò i frammenti raccolti al British Museum di Londra nel suo Cuneiform texts from Babylonian tablets in the British Museum che consistevano nel testo più antico a nostra disposizione (quindi paleobabilonese), risalente al XVIII secolo a.C.
Del testo più antico, paleobabilonese, conosciamo il nome dello scriba autore: Ipiq-Aya (precedentemente identificato con i nomi di Kasap-Aya, Ku-Aya o anche Nûr-Aya), probabilmente originario di Sippar e che operò sotto il regno babilonese di Ammi-ṣadûqa (1702-1682). Il testo si compone di tre tavole, ognuna delle quali si sviluppa per otto colonne, quattro sul fronte e quattro sul retro, ogni colonna si compone di circa 55 righe. L'intera opera si compone dunque di complessive 1.245 righe, di cui solo alcune sono giunte a noi.
- I Tavola: gli dèi Igigi si ribellano alle dure corvée, gli dèi Anunnaki decidono allora di creare gli uomini affinché li sostituiscano; il dio Enki/Ea e la dea-madre Mummu generano gli uomini, ma dopo 1.200 anni di attività il loro "baccano" convince Enlil a inviargli un'epidemia, ma questa viene vanificata dall'intervento di Enki/Ea.

2. ub-lu du-ul-la iz-bi-lu šu-up-ši-[i]k-ka 

3. šu-up-ši-ik i-li ra-bi-[m]a 

4. du-ul-lu-um ka-bi-it ma-a-ad ša-ap-ša-qum 

5. ra-bu-tum da-nun-na-ku si-bi-it-tam
 
6. du-ul-lam u2-ša-az-ba-lu di-g[i-g]i»
(I Tavola, vv. 1-6; traduzione di Giovanni Pettinato)
Il Poema di Atraḫasis si apre con la condizione venuta ad essere subito dopo la cosmogonia: il dio Cielo, Anu, è salito in cielo; Ea (Enki), è sceso nell'Apsû, il mondo sotterraneo delle acque abissali, sopra le quali poggia la terra; Enlil ha preso per sé la terra, con tutti gli esseri viventi in essa contenuta. Agli dèi Igigi è stato invece imposto il lavoro sulla terra, ambito in cui regna il dio Enlil. Gli Igigi scavano i fiumi, tra cui il Tigri e l'Eufrate, e i canali. Il pesante lavoro degli dèi Igigi, svolto di giorno e di notte, dura per 2.500 anni. Così, a partire dal rigo 39 della I Tavola del Poema, questi dèi iniziano a rimurginare, finché, uno di loro (di cui non conosciamo il nome, forse Alla) li sprona ad abbandonare il lavoro e a ribellarsi. Gli Igigi danno ascolto al loro compagno e gettano nel fuoco gli strumenti da lavoro, e marciando uniti, si indirizzano verso il santuario di Enlil (l'E-kur, lett. "Casa Montagna"). È passata da poco la mezzanotte e il santuario del dio Enlil è circondato dalla folla tumultuosa degli Igigi. Gli dèi servitori di Enlil, Kalkal e Nusku, osservano preoccupati la scena: il primo chiude la porta del santuario mentre il secondo si decide a svegliare il suo signore avvertendolo del pericolo. Enlil fa quindi portare le armi e barricare le porte, dopodiché fa convocare Anu ed Ea. Giunti gli altri due Anunnaki, Enlil gli espone i fatti e il pericolo che corre, domandandogli se deve provocare la battaglia. Anu gli consiglia di inviare Nusku affinché si conoscano le ragioni di tale rivolta. Nusku si reca dagli Igigi spiegando di essere stato inviato da Anu e da Enlil per conoscere le loro ragioni, gli Igigi rispondono al messo divino che tutti insieme hanno deciso la ribellione e che la ragione di questa risiede nel duro lavoro a loro imposto. Nusku torna nel santuario di Enlil e riferisce agli Anunnaki la risposta degli Igigi. Enlil piange e medita di abbandonare la terra e salire in cielo con Anu, restituendo a lui le competenze divine sulla terra. Anu replica che ben comprende le ragioni degli Igigi, troppo grande è la loro fatica, quindi suggerisce di creare l'uomo (Lullû), quindi fa convocare la dea Mami, la dea madre, affinché operi questa creazione e fa comunicare la sua decisione agli Igigi, i quali, sentendosi sollevati dalle estenuanti corvée, esultano.
Mami si rende disponibile alla creazione dell'uomo, ma spiega che senza l'aiuto di Enki/Ea, ovvero delle sue purificazioni, non può procedere. Ea decreta le purificazioni e indica in un dio il sacrificio necessario affinché si possa procedere alla creazione del primo uomo: con la carne e il sangue di un dio, impastati con l'argilla, può venire infatti ad essere l'uomo. Gli Anunnaki decidono di sacrificare il dio Wê (il dio Intelligenza, il dio Spirito) la cui carne consentirà all'uomo di possedere l'eṭemmu. Mammu si prepara quindi all'opera di creazione, per questa ragione gli dèi Igigi decidono di indicare Mammu in qualità di "Signora di tutti gli dèi" (Bêlet-kala-ilî). Ea (o Mammu) mescola l'argilla quindi convoca gli Anunnaki e gli Igigi che sputano sopra l'impasto. L'uomo si prepara a "essere" e gli verrà assegnato il compito che prima spettava agli dèi Igigi: il pesante lavoro sulla terra.
Le righe 251-270 della versione paleobabilonese sono andate perdute, segue il racconto nella versione assira del K.7816+ (conservata al British Museum): Ea prepara l'impasto mentre Nintu (Mummu) ripete le formule sacrificali, quindi stacca quattordici pani di argilla collocandone sette alla sua destra e sette alla sua sinistra, separandoli con un muro di mattoni. Sempre una versione neoassira, K 3339 e K 8562, spiega che Mummu taglia i cordoni ombelicali facendo nascere sette coppie tra maschi e femmine che si congiungeranno.
Gli uomini costruiscono picconi e zappe e danno avvio al lavoro per cui sono stati creati dagli dèi. Non trascorrono nemmeno 1.200 anni che gli uomini moltiplicatisi producono frastuoni. Enlil non sopporta il loro clamore e ordina che sia scatenata un'epidemia. Atraḫasis è un uomo, il "Grande Saggio", che si intrattiene volentieri con il dio Ea, il quale ricambia la sua attenzione. Atraḫasis chiede dunque a Ea quanto durerà ancora l'epidemia. Ea consiglia Atraḫasis di convocare i capi dei villaggi e di suggerire loro di non sacrificare più agli dèi, ma solo a Namtar, solo a lui si deve offrire del cibo di modo che, onorato da tali doni, il dio decida di sospendere la peste. In effetti così accade Namtar confuso da tali doni si decide a sospendere l'epidemia ordinatagli da Enlil.
- II Tavola: fallito il primo tentativo, Enlil invia contro l'umanità la siccità e quindi la carestia; fallito anche questo tentativo, sempre grazie all'intervento di Enki/Ea, Enlil provoca nuovamente la carestia controllandone direttamente gli effetti; Enki/Ea interviene nuovamente, allora Enlil convoca un'assemblea divina e ordina il diluvio universale per sterminare definitivamente l'umanità.

Ma il "baccano" degli uomini continua ed Enlil continua a non poter dormire quindi ordina la carestia. Le successive 30 righe, dal rigo 22, di questa II Tavola, sono andate perdute. Ma si possono ricostruire con un frammento, sempre paleobabilonese, rinvenuto a Nippur e siglato come Ni 2552+, oggi conservato al Museo di Istanbul. Si ripete quindi il dialogo tra Enki/Ea e Atraḫasis, questa volta ad essere esclusivamente onorato con le offerte è il dio Adad. Adad onorato e confuso dalle offerte fa piovere sui campi procurando cibo. Anche qui mancano delle righe, anche nel testo di Nippur è difficilmente ricostruibile, tuttavia si capisce che questa volta Enlil è determinato a far cessare il baccano degli uomini e decide di inviare nuovamente la carestia. Però, ora, il re degli dèi decide di far controllare l'esecuzione del suo ordine da Anu oltre che da Adad, e verifica lui stesso gli effetti della siccità, e quindi della carestia, sulla terra. Atraḫasis si dispera per questo nuovo flagello. Frammenti di queste righe fanno supporre che Enki/Ea ascolti i lamenti del Grande Saggio e in qualche modo fa intervenire i Laḫmu, esseri divini marini. Ma il tentativo di Ea questa volta fallisce. La siccità è diffusa su tutta la terra e la piaga della carestia non accenna a terminare. Enki/Ea ritenta, ma non è chiaro come, riuscendo almeno ad attenuare il flagello coinvolgendo nell'impresa anche altre divinità. Questo fatto fa infuriare Enlil che decide di convocare un'assemblea plenaria degli dèi. In questa sede Enlil lamenta la disobbedienza ai suoi ordini, Ea scoppia a ridere (o si infuria) ed Enlil reagisce prontamente all'affronto stabilendo lo sterminio totale dell'umanità: il diluvio universale. Esigendo, al contempo, il giuramento solenne degli dèi affinché ciò si realizzi. Enki/Ea si indigna e chiede per quale ragione debba giurare per sterminare le sue "creature", ricordando che non è compito suo procurare questo, che se ne occupi il dio Enlil.
- III Tavola: il dio Enki/Ea soccorre Atraḫasis invitandolo a costruire una barca dove rifugiarsi e dove mettere in salvo tutte le specie di animali; Atraḫasis porta a compimento l'opera poco prima del diluvio universale; tutti gli uomini periscono e la barca di Atraḫasis approda sulla cima di un monte; gli dèi accorrono intorno alla barca di Atraḫasis, Enlil è furioso ma alla fine, calmato da Enki/Ea, decide di consegnare ad Atraḫasis la vita eterna; nello stesso tempo gli dèi operano delle restrizioni nei confronti del genere umano.

Il dio Enki/Ea non vuole che l'umanità venga sterminata, allora invia un sogno ad Atraḫasis. Le righe 3-10 contenenti l'invocazione di Atraḫasis nei confronti di Enki/Ea sono andate perdute, successivamente i l'eroe del Poema chiede spiegazione del sogno al dio. Enki/Ea parlando per mezzo di una parete, invita Atraḫasis ad abbattere la sua casa e quindi a costruire una barca, suggerendogli di nasconderla affinché il dio Sole, Šamaš (Utu), non la scorga. La barca, precisa Enki/Ea, deve essere grande e solida, dopodiché, avverte il dio, io ti «farò piovere uccelli in gran numero e pesci in ceste» (rigo 35). Atraḫasis convoca gli anziani della città e li avverte che Enlil ed Enki/Ea sono in dissidio, per questa ragione lui, Atraḫasis, devoto del secondo dio (rigo 45), ha deciso di abbandonare la terra, regno di Enlil, per recarsi nel regno di Enki/Ea. Gli artigiani della città lo aiutano a costruire la grande barca, terminata la quale, Atraḫasis inizia a riempire con i suoi beni e con gli esemplari di tutti gli animali. Infine organizza un banchetto. Il tempo sulla città cambia repentinamente, il cielo si oscura e iniziano i primi tuoni. Atraḫasis si rifugia nella barca tappando con il bitume il boccaporto. Il diluvio universale si scatena e le «genti morivano come mosche» (rigo 19). Il terribile Diluvio inorridisce anche gli dèi e Enki/Ea è infuriato nel vedere le sue creature sterminate. La dea Mammi si dispera (dal rigo 32 e sgg.) domandandosi come possa «restare qui in questa dimora di dolore»; gli uomini riempiono il mare «come moscerini di fiume,/ come pezzi di legno, eccoli ammucchiati sulla spiaggia». Le prime 29 righe della V colonna sono andate perdute. Il Diluvio ha termine e la barca di Atraḫasis approda sulla cima di un monte, Atraḫasis libera tutti gli animali e sacrifica per mezzo di una fumigazione odorosa agli dèi. Enlil si avvicina alla barca e resosi conto che un uomo è scampato al Diluvio si infuria domandandosi chi abbia tradito il divino giuramento. Anu suggerisce che possa essere stato Enki/Ea il quale a questo punto interviene confessando il suo intervento a favore di Atraḫasis, invitando Enlil a calmarsi e ricordandogli che al colpevole che va indirizzata la punizione. I versi 27-38 sono andati perduti, qui gli dèi dovevano trovare un accordo e quindi concedere l'immortalità ad Atraḫasis. La Tavola riprende con la soddisfazione degli dèi e con Enki/Ea che convoca Mammu, la dea-madre a cui chiede di imporre agli uomini la mortalità e la triplice legge che consiste nella rendere alcune donne infeconde, far imperversare il demone (il demone-Pašittu) che strappa i bambini dalle madri e istituire la consacrazione di alcune di loro (le donne-Ugabtu, le donne-Entu, le donne-Igiṣītu) proibendo loro, in questo modo, di divenire genitrici. Altre 42 righe perdute, poi un inno in onore di colui che ha salvato la stirpe dell'umanità nei giorni del diluvio universale.

### L'Utanapištim di Sinlechi: Tavole X e XI
Il titolo "Epopea di Gilgameš", comunemente assegnato all'opera Utanapištim, è moderno e non è attribuibile in alcun modo ai suoi estensori. 
Nei cataloghi antichi, sumeri, assiri e babilonesi, qualsiasi opera era identificata con la sua prima riga di trascrizione, o più precisamente con una parte della prima riga. 
La versione che è indicata convenzionalmente dai moderni come "classica", è attribuita allo scriba ed esorcista cassita Sîn-lēqi-unninni ("Sinlechi"). Fu rinvenuta circa due secoli fa in frammenti di argilla tra le rovine della biblioteca reale nel palazzo del re Assurbanipal (Aššur-bāni-apli) a Ninive, capitale dell'impero assiro. Tale opera è stata certamente raccolta e canonizzata prima dell'VIII secolo a.C., forse intorno al XII secolo a.C., e successivamente fedelmente riprodotta come era costume degli scribi. Questa versione classica era raccolta in XII tavole, la cui maggior parte è composta da tre colonne, sia nella parte anteriore che in quella posteriore. Ogni colonna si compone di 50 righe, dal che gli studiosi deducono che l'intera opera fosse composta da circa 3000 righe, di cui più 2000 sono giunte fino a noi. La divisione dell'Epopea classica nelle XII tavole non segue una logica di "contenuto", ma semplicemente di "lunghezza": quando una tavola esauriva lo spazio per il racconto, questo veniva fatto seguire in quella successiva; accade quindi che un singolo racconto dell'Epopea possa occupare lo spazio di più tavole.
Nelle Tavole X e XI dell'Epopea classica babilonese (in accadico: [šá naq-ba i-mu-ru i]; Colui che vide le profondità) viene riportato l'incontro tra il divino eroe Gilgameš, che era alla ricerca dell'immortalità e Utanapištim, il sopravvissuto al diluvio universale a cui gli dèi donarono la vita eterna.
- L'incontro con Utanapištim. Dopo varie peripezie, Gilgameš raggiunge Utanapištim il quale gli chiede conto delle sue condizioni pietose, il re di Uruk spiega che la morte dell'amico Enkidu e la scoperta della morte lo hanno angosciato, la divina taverniera Šiduri non lo ha aiutato e ora sta lì, di fronte Utanapištim, che agognava di incontrare. Utanapištim gli replica che non ha senso che un essere divino destinato ad essere re viva come un mendicante e che la sua agitazione gli ha fatto solo «avvicinare il giorno lontano della verità» (rigo 300, lett. "hai avvicinato a te i tuoi giorni lontani": ru-qu-tu tu-qar-r [a-ab] ūmī(u4) meš-ka). Utanapištim spiega quindi al re di Uruk che:

(Tav. X vv. 301-315)
- Utanapištim racconta il Diluvio. Gilgameš dice a Utanapištim che non nota alcuna differenza con lui, le loro membra sono uguali, quindi gli domanda come abbia ottenuto l'immortalità dagli dèi. Utanapištim gli risponde raccontandogli un segreto: nell'antica città di Šuruppak, che si colloca sulle rive dell'Eufrate, abitavano gli dèi che un giorno decisero di inviare il Diluvio sulla terra, giurando su questo tra loro. Ma il dio Ea (l'Enki sumerico) decise di rivelare il piano alla parete di una capanna, avvertendo così il figlio di Ubartutu, Utanapištim, di abbattere la sua casa costruendo una nave, abbandonando quindi tutti i suoi possedimenti per aver salva la vita. Ea gli intimò anche di far salire sulla nave tutte le specie di esseri viventi. Utanapištim obbedì a Ea, ma gli chiese cosa avrebbe dovuto rispondere alle domande dei suoi concittadini. Ea gli consigliò di raccontare che il re degli dèi, Enlil, era adirato con lui e quindi aveva deciso di sfuggirgli scendendo nell'Apsū (sumerico: Abzu; le acque sotterranee, lì dove vive il dio Ea/Enki) per vivere con Ea; di converso, Enlil, avrebbe recato abbondanza e ricchezze agli altri cittadini di Šuruppak. Utanapištim approntò quindi la nave, divisa in sei comparti e alta sette livelli per centoventi cubiti complessivi, alloggiando la sua famiglia, le varie specie di esseri viventi, le provviste e i tesori che possedeva. Il dio Sole Šamaš avvertì Utanapištim dell'arrivo del Diluvio facendo piovere focacce e grano su Šuruppak: fu il segnale perché Utanapištim si rifugiasse dentro la nave sbarrandone la porta. Il giorno si fece tenebra e una terribile tempesta sconvolse la città e tutta la terra. Anche alcuni dèi ebbero timore del diluvio: Ištar, Beletili e altri Annunaki si lamentarono di ciò che avevano procurato. Per sette giorni e sette notti il terribile Diluvio si abbatté sulla terra.
- Utanapištim racconta ciò che accadde dopo il Diluvio. All'alba del settimo giorno il Diluvio cessò. Utanapištim guardò fuori dalla nave dove regnava il silenzio: l'intera umanità era tornata ad essere argilla (accadico: ù kul-lat te-ne-šé-e-ti i-tu-ra a-na ṭi-iṭ-ti). Utanapištim pianse con fiumi di lacrime, guardando fuori la nave scorse un'isola e quindi l'imbarcazione si incagliò sulla vetta del monte Nimuš. All'alba del settimo giorno Utanapištim liberò una colomba che tornò indietro perché non trovò un luogo dove fermarsi. Quindi liberò una rondine ma anch'essa tornò. Infine un corvo che invece avendo trovato cosa mangiare e dove posarsi, non tornò. Utanapištim si risolse quindi ad abbandonare la nave, predisponendo un sacrificio di libagioni in sette vasi con canna, cedro e mirto. Allora tutti gli dèi si raccolsero intorno all'offerta di profumi per odorarli, ma Utanapištim intimò al re degli dèi, Enlil, di non accostarvisi, in quanto fu colui che aveva deciso di scatenare il Diluvio distruggendo l'umanità. Enlil giunse nei pressi della nave di Utanapištim e scoperto che alcuni uomini erano scampati al Diluvio, si infuriò, domandandosi quale dio li aveva potuti avvertire, ponendoli in salvo. Ninurta gli rispose che con ogni probabilità a compiere ciò era stato Ea.
- Utanapištim racconta il diverbio tra gli dèi. Ea allora intervenne accusando di sconsideratezza Enlil, che avrebbe dovuto punire gli uomini che compivano i delitti piuttosto che ucciderli. Sarebbe stato infatti preferibile diminuirne il numero, ma non sterminarli tutti. Poi Ea precisò che non aveva avvertito nessuno, ma solo inviato un sogno ad Atra-ḫasis (rigo 197 nel testo in accadico edito da Oxford, rigo 187 nella traduzione di Pettinato, Atra-ḫasis, anche Atram-ḫasis, "il saggio per eccellenza", è un epiteto di Utanapištim) che quest'ultimo aveva correttamente interpretato. Ea concluse invitando Enlil a fare le sue scelte. Il re degli dèi salì sulla nave e, prendendo per mano Utanapištim e facendo inginocchiare sua moglie, li benedisse rendendoli simili agli dèi (quindi immortali) intimandogli però di vivere lontano, nei pressi della foce dei fiumi.
- La prova del sonno per Gilgameš. Terminato il racconto, e spiegato a Gilgameš il motivo della sua immortalità, Utanapištim domanda al re di Uruk come possa riuscire a far nuovamente riunire gli dèì affinché questi si decidano a renderlo immortale, invitandolo infine a non dormire per sei notti consecutive. Gilgameš si siede, ma appena seduto si addormenta. La moglie di Utanapištim invita il marito a svegliare subito il re di Uruk, ma questi gli risponde che l'umanità è ingannevole e quindi intima alla moglie di cuocere un pane ponendolo poi vicino alla testa del re di Uruk, segnando su un muro i giorni che passano. Giorno dopo giorno i pani si accumulano vicino al capo di Gilgameš risultando secco quello del primo giorno e, via via, fino al più fresco, quello dell'ultimo giorno: sono passate sei notti e Gilgameš ha sempre dormito, la sua prova e fallita. Utanapištim tocca Gilgameš e lo sveglia comunicandogli il suo fallimento.
- La triste partenza di Gilgameš e la perdita della pianta della giovinezza. Gilgameš è disperato e invita il battelliere Uršanabi a ripulirlo dalla propria sporcizia e dalle pelli logore, donandogli nuovamente un aspetto regale. Gilgameš si predispone quindi a tornare a Uruk da re. Ma la moglie di Utanapištim invita il marito a fare un dono di commiato a Gilgameš, questi si risolve a comunicargli, per dono, un secondo segreto: esiste una pianta pungente come un rovo, se Gilgameš la raggiunge e la raccoglie... (qui, al rigo 286, il testo è lacunoso ma dal prosieguo si capisce che mangiando questa pianta Gilgameš può riacquistare la giovinezza). Ascoltato ciò, Gilgameš scava un canale e si immerge nelle sottostanti acque dell'Apsū, raccogliendo la pianta miracolosa. Gilgameš si decide tuttavia a non mangiarla subito ma a dividerla con i vecchi di Uruk per provarne gli effetti. Intrapreso il viaggio di ritorno, il re di Uruk si ferma per lavarsi in una pozza d'acqua, nel mentre si purifica, un serpente si avvicina e, annusata la pianta della giovinezza, la mangia, perdendo così la sua vecchia pelle. Gilgameš è nuovamente disperato e piange amaramente la perdita della pianta.

Il filologo e assiriologo francese Raymond-Riec Jestin così chiosa la narrazione della ricerca dell'immortalità da parte dell'eroe di Uruk:
(Raymond-Riec Jestin in Puech 107)

## Xisouthros (Ξίσουθρος) nellaStoria di Babilonia(Βαβυλωνιακὰ) di Berosso (Βήρωσσος)
Berosso (anche Beroso), in greco antico Βήρωσσος che rende l'accadico Bēl-rē'ušunu (Bel [Marduk] è il loro pastore), fu un sacerdote babilonese vissuto intorno III secolo a.C., probabilmente un officiante nel tempio di Marduk a Babilonia (l'Esagila; "Casa che leva alto il capo", "Casa elevata"). A seguito della conquista della Mesopotamia da parte di Alessandro Magno, Berosso decise di mettere in lingua greca la storia della propria cultura. Compose quindi la Βαβυλωνιακὰ (Storia della Babilonia), un'opera dedicata ad Antioco I. Il testo di Berosso si suddivide in tre libri: il primo tratta dalle origini al diluvio universale, il secondo giunge al regno di Nabû-naṣir (747 a.C.), il terzo arriva ad Alessandro Magno. Di questa opera non conserviamo che frammenti ripresi da altri autori antichi e quindi raccolti e studiati agli inizi del XX secolo dal filologo e storico tedesco Paul Schnabel (1887-1947). I richiami al mito Ziusudra (Atraḫasis) di Berosso sono riportati da due autori antichi:
- Il primo di questi è il grammatico greco Alessandro Poliistore ('Αλέξανδρος ὁ Πολυΐστωρ), vissuto nel I secolo a.C., il quale ci narra di Xisouthros (Ξίσουθρος, adattamento in greco del nome sumerico Zi-u4-sud-ra) al quale apparve il dio Kronos (Κρόνος) in sogno per rivelargli che il giorno 15 del mese macedone di Daisios (Δαίσιος, corrispondente al mese mesopotamico di Ayyar, approssimativamente il nostro mese di maggio) l'umanità sarebbe stata sterminata dal diluvio universale, ordinandogli quindi di seppellire i testi sacri nella città di Sippar (città del dio Sole, Utu) e di fabbricarsi una grande barca dove rifugiare i propri familiari e le varie specie di animali. La storia di Xisouthros segue il racconto mesopotamico, egli imbarca parenti e animali e dopo il Diluvio manda in avanscoperta gli uccelli finché non tornarono più avendo trovato di che mangiare e dove posarsi. Lasciata la grande barca insieme agli altri, costruì un altare offrendo un sacrificio agli dèi e quindi scomparve:

(Bottéro/Kramer, p. 614)
- Un secondo riferimento all'opera di Berosso la si riscontra in Abideno (Ἀβυδηνός, II secolo d.C.) autore di una smarrita περὶ Ἀσσυρίων (Storia degli Assiri [e dei Babilonesi]) citata secoli dopo da autori cristiani come Eusebio di Cesarea e Cirillo di Alessandria. In questi frammenti si parla di Sisithros (altra resa del sumerico Ziusudra) con una storia analoga, anche se più sintetica, a quella riportata di Alessandro Poliistore.